# Callithomia drogheda
Callithomia drogheda är en fjärilsart som beskrevs av Archibald C. Weeks 1906. Callithomia drogheda ingår i släktet Callithomia och familjen praktfjärilar. Inga underarter finns listade i Catalogue of Life.